# Grimoald (Langobarde)
Grimoald, auch: Grimuald, Grimwald, (* um 600; † 671) war von 647 bis 662 Herzog von Benevent und in den Jahren 662 bis 671 König der Langobarden.

## Leben

### Herkunft und Jugend
Grimoald wurde um 600 als jüngster Sohn des dux Gisulf II. von Friaul und dessen Frau Romilda geboren. Um 610 fiel sein Vater bei der Verteidigung Friauls gegen die Awaren. Grimoald und seine Brüder Taso, Cacco und Raduald gerieten mit ihrer Mutter und ihren vier Schwestern in Gefangenschaft und wurden verschleppt. Auf dem Weg nach Pannonien konnten die Brüder fliehen und nach Friaul zurückkehren. Die Umstände der Flucht wurden von Paulus Diaconus in legendenhafter Weise ausgeschmückt überliefert.
Zu einem schwer fassbaren Zeitpunkt wurden Grimoalds Brüder Taso und Cacco, die Söhne des dux von Friaul, vom patricius Gregor in Opitergium (Oderzo) ermordet. Dies muss vor 625 geschehen sein. Grimoalds Onkel Grasulf II. übernahm das Dukat. Die Brüder Raduald und Grimoald, beide „fast im jugendlichen Alter“ (iam prope iuvenilem aetatem), fuhren darauf zu Arichis I., ihrem früheren Lehrer, der sie freundlich aufnahm. Hodgkin nimmt an, dass Arichis der Erzieher ihres Vaters Gisulf II. und ihres Onkels Grasulf II. war.

### Ehen und Nachkommen
Grimoald war mit Ita verheiratet, mit der er drei Kinder hatte: den Sohn Romuald I., die Tochter Gisa († um 672 auf Sizilien) und eine namentlich nicht bekannte Tochter, die 663 Transamund I. von Spoleto heiratete.
Im Jahr 662 heiratete er die namentlich nicht bekannte Tochter des verstorbenen Königs Aripert I., mit der er den Sohn Garibald hatte.

### Herzog von Benevent
Im Jahr 647 folgte er seinem Bruder Raduald als Herzog von Benevent nach. Als byzantinische Plünderer das Heiligtum des Erzengels Michael am Monte Garganus (Gargano) überfielen, kam Grimoald mit seinem Heer und tötete alle.
Godepert, der gemeinsam mit seinem Bruder Perctarit als König der Langobarden herrschte, suchte 661/662 die Unterstützung Grimoalds gegen Perctarit und bot ihm seine Schwester zur Frau. Grimoald plante, das Königtum selbst an sich zu reißen und sah in der Heirat eine willkommene Legitimierung seines Anspruchs. Er übergab sein Herzogtum 662 seinem Sohn Romuald und marschierte mit einer kleinen Kriegerschar zum Königssitz nach Pavia. Auf dem Weg sammelte Grimoald Verbündete um sich und schickte Transamund, den comes (Graf) von Capua, nach Spoleto und Tuscia um weitere Bundesgenossen zu finden. In der Emilia vereinten sich beide Abteilungen. Grimoald erstach Godepert 662 in seinem Palast. Perctarit floh ins Exil zu den Awaren, während seine Frau Rodelinda und sein kleiner Sohn Cunincpert als Geiseln nach Benevent gebracht wurden.

### König der Langobarden

Italien um 662

Eine Volksversammlung bestätigte Grimoald als König. Er heiratete Godeperts Schwester und löste sein Heer bis auf eine kleine Gefolgschaft auf. Dennoch machte sich Widerstand breit; in Asti und Turin formierten sich die Anhänger der abgesetzten Dynastie und nahmen Kontakt zum Frankenreich auf. Unterdessen drohte Grimoald den Awaren mit Krieg, sollten sie Perctarit nicht ausliefern. Dieser kehrte ins Langobardenreich zurück und unterwarf sich Grimoald, der ihn zunächst freundlich in Pavia aufnahm. Er erhielt vom König eine Abfindung und ein stattliches Haus, doch blieb er als Thronprätendent eine Gefahr. Offenbar plante Grimoald seine Ermordung, jedenfalls floh er erneut, diesmal zu den Franken.
Eine militärische Intervention des Frankenreiches zugunsten der Agilolfinger scheiterte in einer für die Franken verlustreichen Schlacht bei Asti. Die Beziehungen zum Frankenreich besserten sich offenbar: Paulus Diaconus berichtet, dass Grimoald mit Dagobert II. in den späten 660er-Jahren einen pacis firmissimae (äußerst beständigen Frieden) geschlossen haben soll. Dagobert II. lebte zu dieser Zeit in Britannien in der Verbannung, so dass Georg Waitz vermutete, dass der Vertrag mit Childerich II. oder Chlothar III. geschlossen wurde. Auch Ludo Moritz Hartmann hält den Vertrag für historisch, schließt jedoch Dagobert als Vertragspartner ebenfalls aus.
662 landete der byzantinische Kaiser Konstans II. mit seinem Heer bei Tarent. Er eroberte zahlreiche Städte im Benevent. Luceria (Lucera) wurde dem Erdboden gleichgemacht, das stark befestigte Agerentia (Acerenza) konnte sich halten. Dux Romuald sandte aus dem belagerten Benevento Boten zu seinem Vater Grimoald mit der Bitte um Verstärkung. Grimoald ließ seinen Palast in der Obhut des dux Lupus von Friaul und marschierte nach Benevent. Als Konstans II. vom Nahen Grimoalds erfuhr, ließ er sich u. a. Romualds Schwester Gisa als Geisel stellen und nahm Friedensverhandlungen auf. Die Verhandlungen scheiterten und er zog sich kämpfend nach Neapel zurück. Nachdem der byzantinische Optimat (Feldherr) Saburrus mit 20.000 Soldaten von Romuald am Fluss Forino vernichtend geschlagen worden war, zog sich Konstans 663 nach Sizilien zurück. Nach Abschluss der Kämpfe verheiratete Grimoald 663 seine andere Tochter mit Transamund, dem comes von Capua und ernannte ihn nach dem Tod Attos zum dux von Spoleto.
Um 664 rebellierte dux Lupus von Friaul gegen Grimoald. Der König wollte keinen Bürgerkrieg riskieren und vereinbarte mit den Awaren, dass diese den Aufstand niederwerfen sollten. In einer 4-tägigen Schlacht am Fluvius Frigidus ‚Kalter Fluss‘ (heute: Hubelj) fiel Lupus und die Awaren plünderten Friaul. Mit diplomatischem Geschick konnte Grimoald die Awaren zum Rückzug bewegen. Dann verheiratete er seinen Sohn Romuald mit Theuderada, der Tochter des dux Lupus von Friaul. Auch Andere, die seine Abwesenheit genutzt und von ihm abgefallen waren, wurden bestraft. In der byzantinischen Stadt Forum Populi (Forlimpopoli) richtete er ein Blutbad an. Um 667 zerstörte Grimoald die Stadt Opitergium, in der seine älteren Brüder ermordet worden waren, vollständig und verteilte das Gebiet und deren Einwohner an die Dukate Friaul, Treviso und Ceneda.
Alzeco (auch Alzek), ein Chagan (Fürst) der Protobulgaren, überquerte 667 die Alpen und zog mit seinem Heer friedlich nach Norditalien in die Gegend um Ravenna. Grimoald schickte ihn nach Benevent, wo ihn dux Romuald freundlich empfing. Alzeco wurden u. a. die Städte Sepinum (Sepino), Bovianum (Bojano) und Isernia in der Region Molise zugesprochen, unter der Voraussetzung, dass er auf seinen Titel dux und Herrschaftsanspruch verzichte und den Titel gastaldius annehme.
Dem Edictum Rothari fügte er im Jahre 668 einige Kapitel hinzu: Das Gottesurteil durch einen Zweikampf wurde weitgehend durch Heilige Eide ersetzt. Bigamie wurde unter Strafe gestellt. Das Erbrecht wurde in Anlehnung an römisches Recht dahin geändert, dass nunmehr auch die Enkel anstelle ihrer verstorbenen Eltern erbberechtigt waren.
Grimoald starb betagt 671 an den Folgen eines Aderlasses und wurde in der von ihm erbauten St. Ambrosius-Basilika in Pavia bestattet.
Es folgte ein kurzes Intermezzo, als Garibald, Grimoalds Sohn, zum König erhoben wurde, doch bereits drei Monate später gelangt Perctarit ein zweites Mal auf den Thron.